# Ми крадемо секрети: Історія Wikileaks
Ми крадемо секрети: Історія Wikileaks (англ. We Steal Secrets: The Story of WikiLeaks) — американське незалежне документальне кіно про відому інтернет-організацію, яку засновував Джуліан Ассанж, та в якій збирали та поширювали секретну інформацію завдяки таємним інформаторам. Зрежисовано Алексом Ґібні кіно охоплює кілька десятиліть історії та містить багато, до тих пір, незнаного матеріалу. За цю роботу Ґібні номінували на «Найкращий сценарій для документального кіно» на Кінопремії Гільдії сценаристів Америки у 2013 році.

## Синопсис
У 1989 році комп'ютерний хробак «WANK» атакував комп'ютери НАСА — це була робота австралійської групи хакерів, серед яких був і Джуліан Ассанж. Заснована вже у 2006 році організація WikiLeaks оприлюднює секретну інформацію державних та приватних організацій в 2009 ― 2010-х роках. Серед найбільш скандальних тем, які пов'язані з Wikileaks, були: Фінансовий колапс Ісландії, ухилення від сплати податків швейцарських банків, корупція уряду Кенії, скидання токсичних відходів, зв'язок Челсі Меннінг з Адріаном Ламо, завантаження у відкритий доступ американських воєнних документів з Іраку та Афганістану, витік дипломатичних телеграм США, секретні відео ФБР та звинувачення Ассанжа в сексуальному насильстві.
Фільм містить інтерв'ю, які дали: Джуліан Ассанж, Хізер Брук, Джеймс Бол, Дональд Бостом, Нік Девіс, Марк Девіс, Джейсон Едвардс, Тімоті Дуглас Вебстер, Майкл Гайден, Адріан Ламо, Вільям Леонард, Ґевін МакФадйен, Смарі МакКарті, Лаїн Овертон, Кевін Пулсен та Воган Сміт.

## Виробництво
Ассанж не брав участі у виробництві фільму, тому були використані його раніші інтерв'ю. Манінг також не зміг взяти участі у зйомках. Джон Янг та Дебора Націос поділилися контактами та матеріалами досліджень, але відмовилися дати інтерв'ю для фільму, дізнавшись, що воно орієнтовно названо «Неназваний проект Wikileaks». Близько 35 хвилин анімації чату та інших візуальних ефектів були розроблені компанією «Framestore» у Нью-Йорку.
«WikiLeaks» опублікували розшифровку до фільму з докладними коментарями та деякими виправленнями. Пізніше, режисер кінострічки Алекс Ґібні, опублікував версію розшифровок «WikiLeaks» з власними коментарями, відповівши на критику та деякі твердження, зроблені Ассанжем та його прихильниками.
За словами виконавчого продюсера кінострічки, Джеміма Хана, фільм «Ми крадемо секрети: Історія Wikileaks» Ассанж «осудив навіть не подивившись», написавши одразу в Твіттері: «Не етична та упереджена назва фільму в контексті очікування розгляду кримінальної справи. Це обвинувачувальне твердження, яке є брехнею». Хан стверджує, що назва фільму була заснована на цитаті, яка поміщена в кінострічці, Майкла Гайдена, колишнього директора ЦРУ, який розповів Алексу Ґібні, що уряд США займається «крадіжкою секретів інших країн».

## Реліз
Прем'єрний показ фільму відбувся 21 січня 2013 року на кінофестивалі «Санденс». Реліз у кінотеатрах відбувся 24 травня 2013 року в Нью-Йорку та Лос-Анджелесі. А в червні того ж року і в інших містах США.

## Відгуки
На «Rotten Tomatoes» фільм має 91 % рейтингу, згенерованому на основі 81 рецензії з середнім рейтингом 7,94 з 10.